# Бреда Бебан
Бреда Бебан (Нови Сад, 24. децембар 1952 — Лондон, 23. април 2012) била је југословенска и српска филмска и видео уметница.
Одрасла је у Новом Саду, а студирала у Загребу, да би се 1991. године преселила у Велику Британију, где је наставила каријеру.

## Каријера
У периоду од 1986. до 1994. године снимала је филмове и видео радове у сарадњи са Хрвојем Хорватићем. Године 1992. учествовала је у изложби Committed Visions у Музеју модерне уметности у Њујорку. Бебанова видео инсталација на два екрана под називом Најлепша жена у Гучи представљена је на Венецијанском бијеналу 2007. године, а касније је набављена за сталну колекцију Спид арт музеја у Луивилу.
Године 2001. добила је награду Фондације Пол Хамлин за визуелне уметнике.   Њен пројекат Endless School представљен је на Бијеналу у Татон парку, 2010. године. Њени радови били су изложени у Музеју савремене уметности у Загребу на изложби Видљиви од 15. јуна до 1. новембра 2023. године.

### Колекције
Њени радови укључени су у колекције Националне галерије Канаде, ЗКМ-а, Збирке уметничког савета, Музеја савремне уметности у Загребу, Тејт галерије и Новог Берлинског уметничког удружења.

## Видеографија
- Све наше тајне су садржане у слици, са Хрвојем Хорватићем (1987)[18]
- Преузимање имена, са Хрвојем Хорватићем (1987)[19][20]
- Да ти у мени и ја у њима будем (режија и сценарио) (1988)
- Географија, са Хрвојем Хорватићем (1989)[21][22]
- За Тару (режија) (1991)
- Лева рука треба да познаје десну руку, са Хрвојем Хорватићем (1993)[23]
- Одсуство, она је рекла, са Хрвојем Хорватићем (1994)[13]
- Рука на рамену (режија и сценарио) (1997)
- Шетња три столице (2003)[4][24]
- Најлепша жена у Гучи (2007)[7]